# Alphonse Burnand
Alphonse Adolph Burnand Jr. (Leadville, 21 de janeiro de 1896 — Orange, 4 de dezembro de 1981) foi um velejador estadunidense, campeão olímpico. Ele competiu nos Jogos Olímpicos de Verão de 1932 na classe 8 Metre e conquistou a medalha de ouro na disputa a bordo do Angelita com Owen Churchill, John Biby, Kenneth Carey, William Cooper, Pierpont Davis, Carl Dorsey, John Huettner, Richard Moore, Alan Morgan, Robert Sutton e Thomas Webster.
Como Owen Churchill, Burnand frequentou a Universidade de Stanford e se formou em 1914. Ele então se tornou autônomo como corretor de investimentos. Burnand e Churchill eram amigos íntimos e não apenas costumavam navegar juntos, como também comercializavam frutas e vegetais no vale de San Joaquin. Em Borrego Springs, Burnand comprou grandes áreas de terra arável, que depois cultivou e abriu para o turismo.